# Angka hexops
Angka hexops là một loài nhện trong họ Cyrtaucheniidae. Loài này phân bố ờ Thailand.